# Dark academia

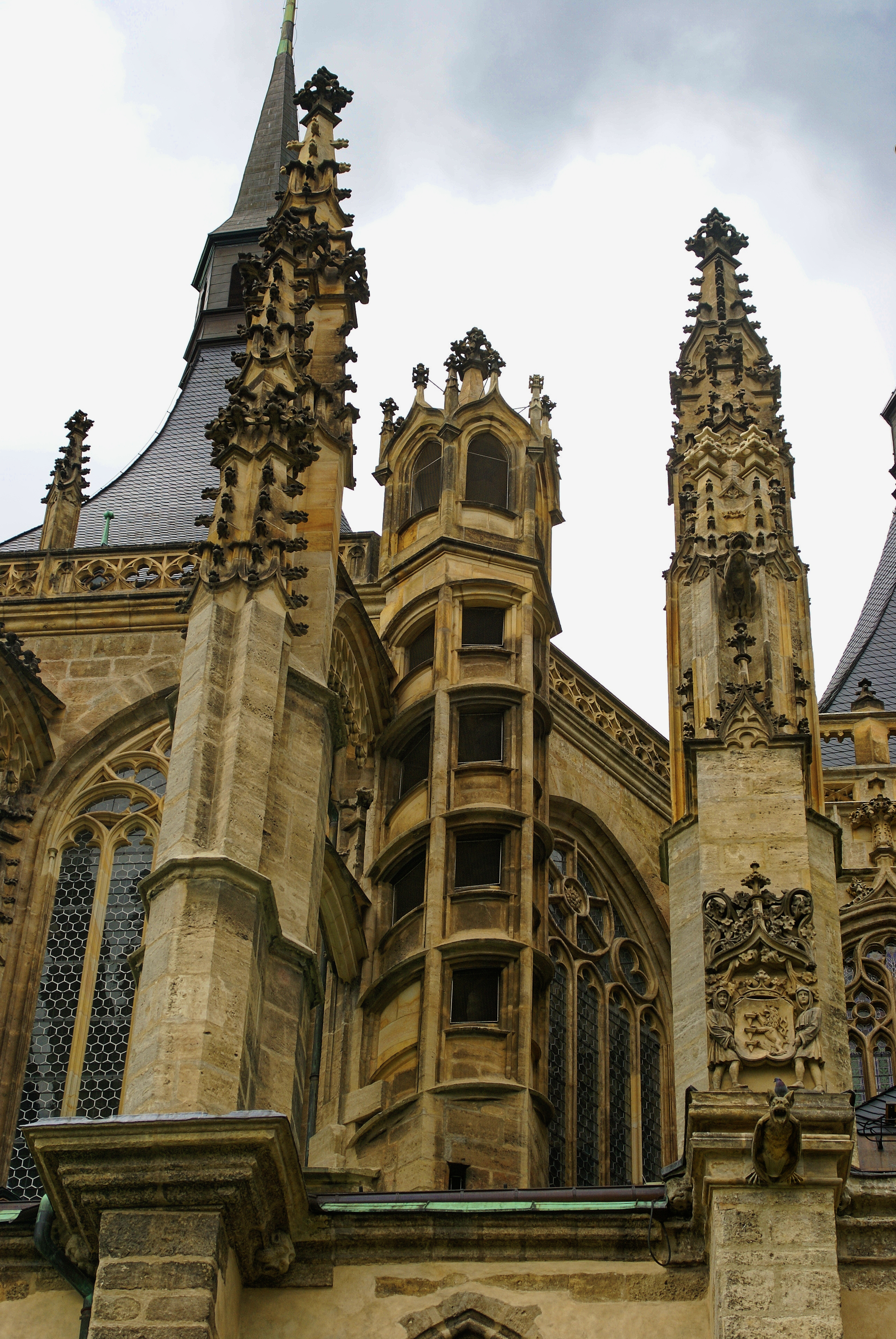
Gotisk arkitektur är ett vanligt inslag inom dark academia.

Dark academia är en estetik och subkultur på sociala medier, som kretsar kring högre utbildning, skrivande/poesi, konst samt klassisk grekisk och gotisk arkitektur.

## Estetik
Modet från 1930- och 1940-talen intager en framträdande plats inom dark academia, särskilt klädesplagg som bars av elever på Oxford, Cambridge och Ivy League-skolor under den perioden. Några av de klädesplagg som mest förknippas med estetiken är cardigans, blazers, skjortor, rutiga kjolar, Oxfordskor samt kläder av hundtandsmönster och tweed. Dess färgpalett består huvudsakligen av svart, vit, beige, brun, mörkgrön och ibland marinblå.
Subkulturen bygger också på en idealiserad bild av högre utbildning, ofta med böcker och bibliotek som återkommande inslag. Aktiviteter som kalligrafi, besök på museer, bibliotek och kaféer samt nattliga studiepass är vanliga bland dess företrädare.
Säsongsbilder av hösten är också vanliga. Bilder av gotisk arkitektur, levande ljus, mörka trämöbler och stökiga rum förekommer ofta. Subkulturen har beskrivits som maximalistisk och nostalgisk. Lärosäten som ofta visas i bildtavlor inom dark academia inkluderar Oxfords universitet, Universitetet i Cambridge, Durhams universitet, Edinburghs universitet, University of Glasgow och Harvard University.
Subkulturen delar likheter med gotisk subkultur och tenderar att romantisera upptäckten av skönhet och poesi i mörka teman. Tim Brinkhof har hävdat att "stämningsfull arkitektur och filosofisk pessimism" är nyckelaspekter av dess estetik. Hannah Southwick har beskrivit den som en "melankolisk estetik" med hänvisning till en stylist som beskrev den som "internatskola möter goth-entusiast".

## Historia
Donna Tartts roman Den hemliga historien (1992), som handlar om ett mord på ett elituniversitet i New England, har ansetts vara inspirationen till den litterära genren inom dark academia. År 2015 började genren att utvecklas till en estetik på sociala medier-sajten Tumblr med skapandet av en bokklubb, som kretsade kring klassiska romaner och gotisk fiktion. Estetiken utkristalliserade sig till en distinkt subkultur och såg en våg av popularisering på Instagram. En ökning i popularitet för dark academia under Covid-19-pandemin har tillskrivits stängningen av skolor.

### Verk
Ett antal klassiska litteraturverk har citerats som inflytelserika eller populära bland subkulturen, däribland Dorian Grays porträtt (1890) av Oscar Wilde och Maurice (1971) av E.M. Forster samt verk av Lord Byron och Percy Bysshe Shelley. Nyare böcker, som J.K. Rowlings Harry Potter-serie, har också inkluderats.
Ett antal filmer och TV-serier har också ansetts passa in i estetiken. Särskilt Döda poeters sällskap (1989) har ansetts vara inspirationskälla för dark academia. TV-serier som The Umbrella Academy, Syskonen Baudelaires olycksaliga liv, The Queen's Gambit och The Magicians har listats bland verk som passar in inom estetiken.

## Mottagande

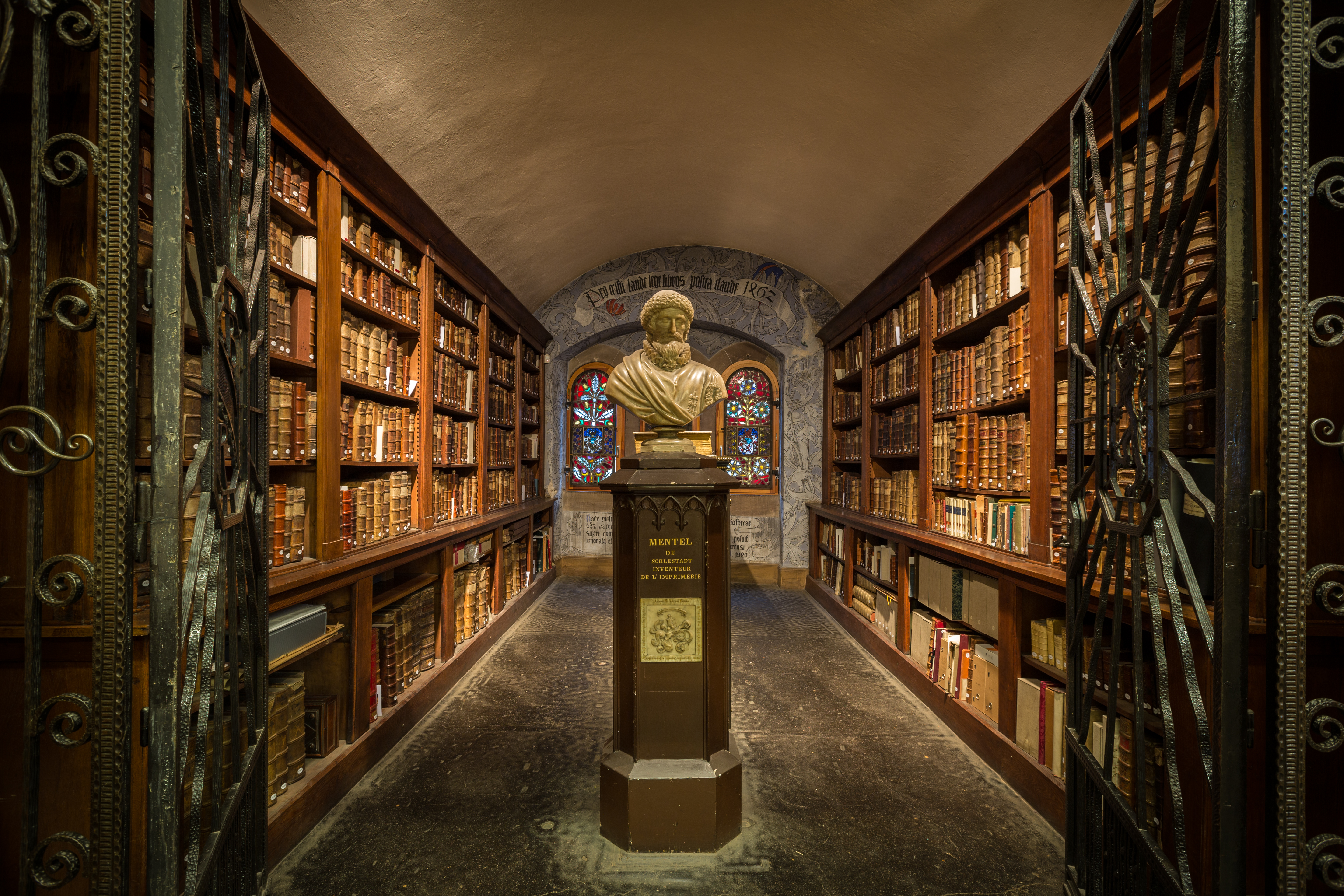
Humanistbiblioteket i Sélestat i Frankrike.

Zoe Robertson hävdade att subkulturen använder sig av "förföriska skildringar av mystisk extravagans". Vissa har hävdat att estetiken lägger för mycket tonvikt på den estetiska dimensionen av konst och högre utbildning i stället för studerande av dessa verk och den förståelse det medför. Den har också anklagats för att glamourisera ohälsosamma beteenden såsom sömnbrist, överansträngning och besatthet.
Vissa kommentatorer har betraktat subkulturens ökade popularitet som en reaktion på nedskärningar av universitetsfinansiering och bolagiseringen av högre utbildning. Ezara Norton sade att den "avslöjar en djup besvikelse över utbildningsmodeller som nedvärderar kunskap om den inte kan användas för att generera profit samt en längtan efter ett utrymme att lära sig fritt obehindrat av en nyliberal agenda".
Subkulturen har påståtts vara elitistisk. Amelia Horgan har beskrivit dark academia som grundad i attityden hos "gamla humanister som är engagerade i att bevara och upprätthålla en traditionell och hierarkisk kultur samtidigt som de bevarar arvet från humanistiska studier". Amy Crawford har hävdat att subkulturen "tenderar att romantisera europeisk överklassutbildning". Kevin N. Dalby har hävdat att "dess koppling till högre utbildning, i synnerhet Ivy League-skolor, skapar elitism som inte gör det möjligt för vem som helst att vara del av gruppen".